# Тихоновецкий, Роман Михайлович
Рома́н Миха́йлович Тихонове́цкий (род. 27 июня 1973, Находка, Приморский край) — советский и российский футболист, полузащитник.

## Карьера
С 1989 года по 2002 год выступал за находкинский «Океан». Играл за клуб во Второй, Первой и Высшей лигах. В Высшей лиге провёл 7 матчей.

## Достижения
- Обладатель Кубка РСФСР: 1989.

## Личная жизнь
Племянница Олеся замужем за футболистом Александром Тихоновецким.